# 列朝诗集小传
《列朝詩集小傳》是錢謙益編寫《列朝詩集》的副產品。
《列朝詩集小傳》体例如《列朝诗集》，分为乾集上、乾集下、甲前集、甲集、乙集、丙集、丁集上、丁集中、丁集下、闰集。收錄明代約2000位詩人的小傳，兼評各家詩風，“间有借诗以存其人者，姑不深论其工拙”，類似元好問的《中州集》。書中引朱元璋之語：“浙东有二儒者，卿与宋濂。学问之博，卿不如濂，才思之雄，濂不如卿”（《甲集》），對胡應麟評價極低，“（《诗薮》）大抵奉元美《卮言》为律令，而敷衍其说”。康熙三十七年（1698年）刊行。乾隆时因“语涉诽谤”，毁版禁行。1957年古典文學出版社出版《列朝詩集小傳》。
- 周建渝：〈《列朝诗集小传》的明诗批评及其用意 （页面存档备份，存于）〉。